# Mordellistena minutula
Mordellistena minutula là một loài bọ cánh cứng trong họ Mordellidae. Loài này được Ermisch miêu tả khoa học năm 1956.

## Hình ảnh

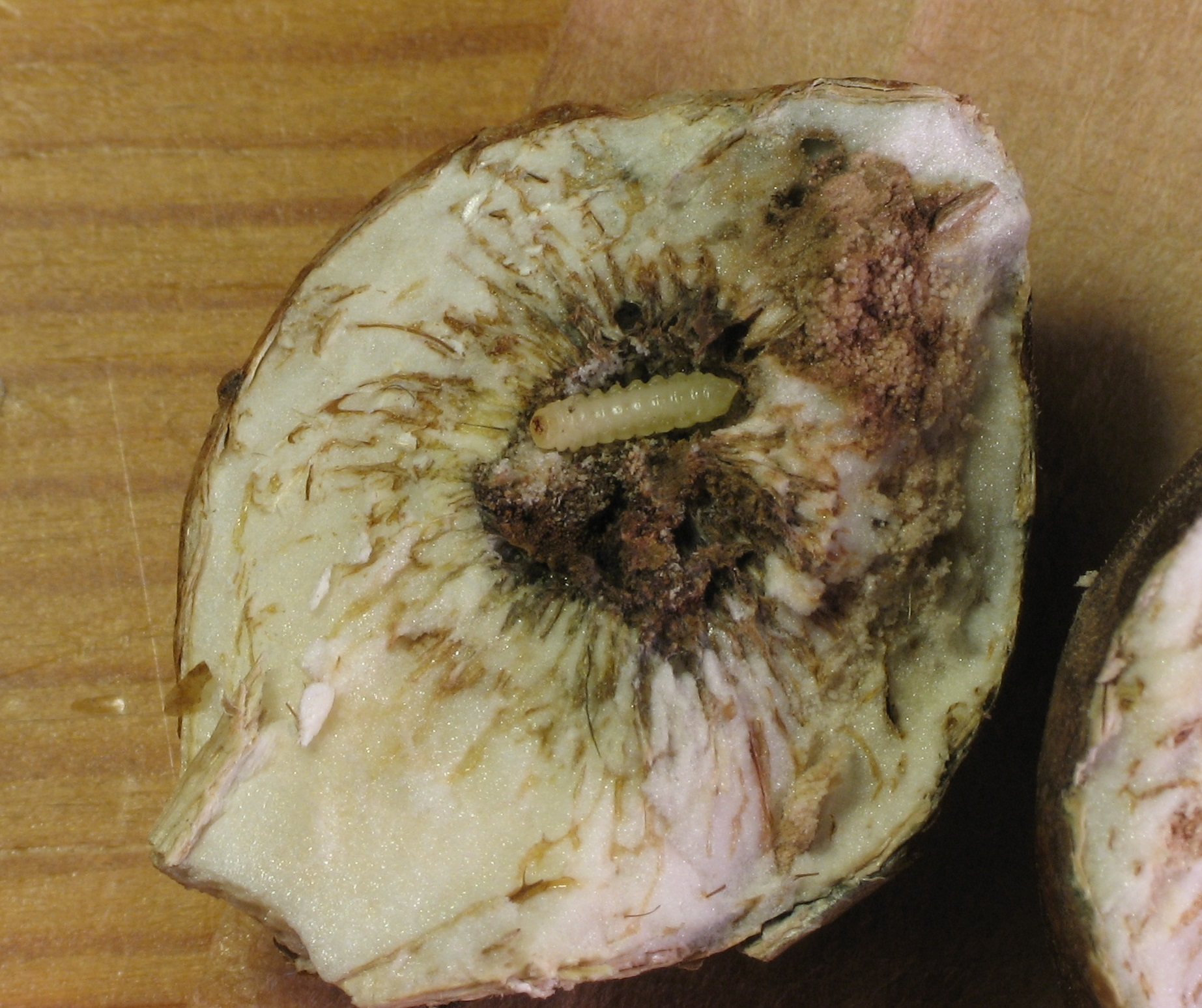